# Гарупе (платформа)
Га́рупе (латыш. Garupe) — остановочный пункт в посёлке Гарупе, Царникавского края, на электрифицированной линии Земитаны — Скулте. Открыт в 1971 году.

## Описание
Платформа расположена у посёлка Гарупе. Пассажиропоток невелик, но постоянен — здесь есть частные и дачные дома. Летом пассажиропоток увеличивается за счёт дачников.
До Риги — 27 км.